# 横涌村头厅农协会旧址
横涌村头厅农协会旧址位于中国广东省佛山市三水区西南镇上横涌村的榕荫厅，1983年公布为三水市文物保护单位，2006年10月25日列入第四批佛山市文物保护单位。